# 张罗俊
張羅俊（1587年—1644年），字元美，直隸清苑縣人。明末進士。

## 生平
罗俊举崇祯九年（1636年）丙子科順天鄉試第九名举人，崇祯十六年（1643年）举癸未科會試三百七十七名，三甲二百七十五名进士，都察院觀政。弟罗辅亦举同科武进士。羅俊娶一失明女子為妻，而且終身不置妾。李自成攻破北京後，罗俊与弟弟張羅彥等官紳士民死守保定城，力戰之，後大呼“我进士张罗俊也”，戰死。全家死者二十三人。

## 家族
曾祖張麟，省祭官。祖父張四教，庠生。父張純臣是萬曆戊戌武進士出身，歷官署參將、神機營左副將。羅俊為長子，有五弟張罗彦、張罗士、張罗善、張罗喆、張罗辅，其弟張羅彥舉崇禎二年進士。

## 延伸阅读
[在维基数据编辑]
 《明史卷二百九十五》，出自《明史》